# NK Sloboda Varaždin
Nogometni klub Sloboda Varaždin hrvatski je nogometni klub iz Varaždina. Trenutačno se natječe u 2. ŽNL Varaždinskoj.

## Povijest
NK Sloboda osnovan je 21. veljače 1931. godine kao športska sekcija u okviru Radničko-naobrazbenog društva „Sloboda“. Prvi naziv kluba bio je Radnički športski klub Sloboda.
Za prvog predsjednika RŠK Sloboda izabran je Ivo Polak, za potpredsjednika Dragutin Mintas, tajnika Stanko Hegedić, a za prve klupske odbornike društva izabrani su : Franjo Fulir, Marko Ban, Ivan Mikac, Mihajlo Mihanović, Franjo Starina, Aleksandar Levačić, Stjepan Berta i Ignac Horvatić.
Kao što mu je i ime govorilo, Radnički športski klub „Sloboda“ bio je tih trusnih predratnih godina klub radnika, sastavljen većinom od članova koji su bili predvodnici antifašističkog pokreta u varaždinskom kraju. Bili su to između ostalih: Hugo Kohn, Ivan Mikac, Tomo i Franjo Beli, Florijan Bobić i dr.
S obzirom na to da klub nije imao svoje igralište, treniralo se i igralo na igralištu tada najpopularnijeg varaždinskog kluba V.Š.K-a, kojem se za te usluge plaćao najam.
Prvotni dres kluba bio zelene boje. Tek na inicijativu spomenutih igrača, lokalnih aktivista radničkog pokreta, Sloboda mijenja klupski dres u crvenu boju koja se održala do danas.
Prvu utakmicu RŠK Sloboda je odigrala 29. ožujka 1931. godine u kvalifikacijama za prijem u Jugoslavenski nogometni savez protiv VŠK-a, koji je slavio rezultatom 10:1. 
Prvu prvenstvenu utakmicu Sloboda je odigrala s istim suparnikom i izgubila 1:8, 15. svibnja 1931. godine.
Dolazak NDH nije donio dobre dane. Povjerenik za šport NDH Miško Zebić 21. svibnja 1941. je odlukom ministra udružbe raspustio sve športske saveze i olimpijski odbor. Istom je uveo povjerenički sustav u sve hrvatske športske klubove i organizacije. Varaždinski šport je zbog toga platio veliku cijenu, osobito što mnoštvo igrača više nije smjelo nastupati zbog svog podrijetla i/ili političkog opredjeljenja, što je rezultiralo da su mnogi klubovi prestali raditi. U Varaždinu je raspustio uprave VŠK i Zanatskog ŠK, ugasio potpuno RŠK Slobodu i HŠK Podravinu iz Ludbrega te spojio Slaviju i Zagorac.
Varaždinci su 1950-ih i 1960-ih Slobodu doživljavali kao "gradski" klub, za razliku od Tekstilca (poslije Varteksa i danas, Varaždina) kao radnički, tvornički klub.
U rujnu 1991. godine NK Sloboda mijenja ime u NK Varaždin. Od 30. lipnja 1999. godine vraća se staro ime Sloboda. Od 2002. NK Sloboda i NK Kučan '99 odlukama svojih skupština obavili su spajanje u novi klub, koji nosi ime NK Sloboda Derma. Od 3. kolovoza 2005. godine NK Sloboda vraća staro ime.

## NK Sloboda u NSJ
Za vrijeme Jugoslavije NK Sloboda uglavnom nastupa u različitim regionalnim ligama. Tako tijekom 50.-ih godina nastupa u Hrvatskoj nogometnoj ligi, Hrvatsko-slovenskoj ligi, te ligi Varaždin – Maribor – Celje, što se smatra jednim od većih uspjeha kluba. 
U 60-im godinama Sloboda počinje nastupati u Zagrebačkoj nogometnoj zoni, ali ubrzo pada u Varaždinsku nogometnu ligu. Nakon toga u čak 5 navrata Sloboda osvaja naslov u Varaždinskoj ligi, no niti jednom se ne uspjeva kroz kvalifikacije probiti natrag u Zagrebačku zonu. To konačno uspjeva 1979. godine. 
1981. godine Sloboda prelazi u novoformiranu ligu Varaždin – Čakovec – Krapina, gdje u sezoni 1984./85. osvaja naslov prvaka i ponovo ne uspjeva izboriti ulazak u viši rang. Reorganizacijom natjecanja 1987. godine Sloboda se konačno uspjela plasirati u viši rang natjecanja u Hrvatsku regionalnu ligu – Sjever, u kojoj je tada nastupao i NK Varteks. U sezoni 1990./1991. Sloboda završava na začelju iste lige.

## NK Sloboda u HNL-u
Hrvatskom neovisnošću Sloboda mijenja ime u NK Varaždin i započinje natjecanje u Zagrebačkoj regionalnoj ligi – Sjever. U sezoni 1992./93. se natječe u novoformiranoj Regionalnoj ligi – Sjever, skupina A (Čakovec-Ivanec-Ludbreg-Varaždin).
Već 1993./94. se natječe u novoformiranoj 4. HNL – Sjever, skupina A, gdje osvaja 4. mjesto i administartivnim putem postaje član 3. HNL – Sjever. 
1995./96. postaje prvak i igra kvalifikacije za ulazak u 2. HNL. protiv NK Graničar iz Đurđevca (2:0, 0:2), koje Graničar naposljetku dobiva na jedanaesterce, a potom i dodatne kvalifikacije protiv NK Dilj Vinkovci (0:1, 2:0), te ulazi u 2. HNL.
1997./98. usprkos osvojenom 4. mjestu, zbog promjene sustava natjecanja ispada u 3. HNL – Sjever gdje se zadržava sve do sezone 2006./07. kada zbog nove promjene u sustavu natjecanja ispada u 4. HNL – Sjever, skupina A.	
U novu sezonu 2007./08. klub je administrativnim putem dospio u 3. HNL – Istok u kojoj osvaja posljednje mjesto i vraća se u 4. HNL.
2000. godine juniori kluba osvajaju juniorsko amatersko prvenstvo Hrvatske.

## Statistika u prvenstvima Hrvatske
| Sezona    | Rang | Liga                                  | Pozicija | Utakmice | Pobjede | Neodlučeno | Porazi | Postignuti golovi | Primljeni golovi | Bodovi |
| 1992.     | 4    | Zagrebačka regionalna liga – Sjever A | 3.       |          |         |            |        |                   |                  |        |
| 1992./93. | 4    | Regionalna liga – Sjever A            |          |          |         |            |        |                   |                  |        |
| 1993./94. | 4    | 4. HNL – Sjever A                     | 4.       |          |         |            |        |                   |                  |        |
| 1994./95. | 3    | 3. HNL – Sjever                       | 9.       |          |         |            |        |                   |                  |        |
| 1995./96. | 4    | 3. HNL – Sjever                       | 1.       |          |         |            |        |                   |                  |        |
| 1996./97. | 3    | 2. HNL – Sjever                       | 3.       | 30       | 22      | 4          | 4      | 70                | 28               | 70     |
| 1997./98. | 2    | 2. HNL – Sjever                       | 4.       | 30       | 16      | 8          | 6      | 50                | 21               | 56     |
| 1998./99. | 3    | 3. HNL – Sjever                       | 9.       | 30       | 11      | 4          | 15     | 41                | 39               | 37     |
| 1999./00. | 3    | 3. HNL – Sjever                       | 2.       | 28       | 20      | 5          | 3      | 107               | 16               | 65     |
| 2000./01. | 3    | 3. HNL – Sjever                       | 9.       | 30       | 13      | 5          | 12     | 52                | 46               | 44     |
| 2001./02. | 3    | 3. HNL – Sjever                       | 14.      | 30       | 8       | 3          | 19     | 51                | 75               | 26     |
| 2002./03. | 3    | 3. HNL – Sjever                       | 11.      | 30       | 10      | 6          | 14     | 42                | 43               | 36     |
| 2003./04. | 3    | 3. HNL – Sjever                       | 4.       | 30       | 15      | 7          | 8      | 53                | 39               | 52     |
| 2004./05. | 3    | 3. HNL – Sjever                       | 3.       | 32       | 16      | 5          | 11     | 51                | 39               | 53     |
| 2005./06. | 3    | 3. HNL – Sjever                       | 10.      | 34       | 16      | 3          | 15     | 80                | 85               | 51     |
| 2006./07. | 4    | 4. HNL – Sjever A                     | 3.       | 25       | 14      | 5          | 6      | 59                | 34               | 47     |
| 2007./08. | 3    | 3. HNL – Istok                        | 18.      | 34       | 3       | 2          | 29     | 28                | 85               | 11     |
| 2008./09. | 4    | 4. HNL – Sjever A                     | 1.       | 26       | 19      | 4          | 3      | 90                | 20               | 61     |
| 2009./10. | 3    | 3. HNL – Istok                        | 18.      | 34       | 4       | 4          | 26     | 42                | 86               | 16     |
| 2010./11. | 4    | 4. HNL – Sjever A                     | 13.      | 26       | 6       | 3          | 17     | 29                | 57               | 21     |
| 2011./12. | 5    | 1. ŽNL – Varaždin                     | 15.      | 30       | 4       | 6          | 20     | 25                | 71               | 18     |
| 2012./13. | 6    | 2. ŽNL (Istok) – Varaždin             | 10.      | 22       | 5       | 4          | 13     | 38                | 58               | 18     |
| 2013./14. | 6    | 2. ŽNL Varaždinska – Istok            | 11.      | 22       | 4       | 1          | 17     | 17                | 72               | 13     |
| 2014./15. | 6    | 2. ŽNL Varaždinska – Istok            | 10.      | 27       | 0       | 2          | 25     | 7                 | 123              | 2      |
| 2015./16. | 6    | 2. ŽNL Varaždinska – Istok            | 5.       | 18       | 8       | 3          | 7      | 47                | 36               | 27     |
| 2016./17. | 6    | 2. ŽNL Varaždinska                    | 2.       | 26       | 18      | 1          | 7      | 68                | 34               | 55     |
| 2017./18. | 6    | 2. ŽNL Varaždinska                    | 3.       | 25       | 17      | 3          | 5      | 70                | 24               | 54     |
| 2018./19. | 5    | 1. ŽNL Varaždinska                    | 8.       | 26       | 10      | 6          | 10     | 62                | 50               | 36     |
| 2019./20. | 5    | 1. ŽNL Varaždinska                    | 4.       | 13       | 8       | 2          | 3      | 28                | 17               | 26     |
| 2020./21. | 5    | 1. ŽNL Varaždinska                    | 12.      | 26       | 6       | 2          | 18     | 35                | 90               | 20     |
| 2021./22. | 5    | 1. ŽNL Varaždinska                    | 10.      | 26       | 9       | 5          | 12     | 54                | 53               | 32     |
| 2022./23. | 6    | 1. ŽNL Varaždinska                    | 12.      | 27       | 5       | 3          | 19     | 30                | 80               | 18     |
| 2023./24. | 7    | 2. ŽNL Varaždinska                    | 3.       | 26       | 17      | 3          | 6      | 87                | 40               | 54     |

## Nastupi u završnicama kupa

### Kup maršala Tita
1951.
- pretkolo: NK Metalac Zagreb – NK Sloboda Varaždin 2:1

### Hrvatski nogometni kup
1996./97.
- šesnaestina finala: NK Varaždin – HNK Rijeka 1:5

1997./98.
- šesnaestina finala: NK Varaždin – NK Varteks 1:2.

1998./99.
- pretkolo NK Pazinka – NK Varaždin 1:0

1999./2000.
- pretkolo NK Sloboda Varaždin – PIK Vrbovec 3:0
- šesnaestina finala: NK Sloboda Varaždin – NK Hrvatski dragovoljac 1:2

2000./01.
- pretkolo: NK Sloboda – NK NOŠK Novigrad 3:2
- šesnaestina finala: NK Sloboda – HNK Segesta Sisak 1:2

2003./04.
- pretkolo: NK Sloboda Derma – NK Čakovec 4:1
- šesnaestina finala: NK Sloboda Derma – NK Pula 1856 2:6

2004./05.
- pretkolo: NK Sloboda Derma – NK Pag 4:1
- šesnaestina finala: NK Sloboda Derma – NK Hrvatski dragovoljac 2:2 (5:4 – 11 m)
- osimina finala: NK Osijek – NK Sloboda Derma 2:0

## Stadion
Stadion ŠC Sloboda je izgrađen 1989. godine za potrebe juniorskog prvenstva Europe u atletici JUPEA koje se održavalo u Varaždinu, na temeljima starog stadiona Slobode. Stadion može primiti do 5000 gledatelja i pogodan je i za atletska natjecanja jer se oko terena nalazi tartan staza.

## Poznati igrači
Igrač Franjo Vukotić postao je savezni sudac, kontrolor, delegat i nogometni djelatnik.

## Vanjske poveznice
- Profil, HNS Semafor